# Johan Laurentz Caton
Johan Laurentz Caton, eller Cathon, född 1753 (döpt den 5 december) i Stockholm, Skeppsholms församling,  troligen död 9 juni 1808 på Danvikens hospital, var en svensk kopparstickare, tecknare och silhuettklippare.

## Biografi
Caton var son till extra löjtnanten, senare överstyrmannen vid amiralitetet Holger Caton och Kristina Malmenia. Sedan hans mor avlidit 1758 intogs han 1760 på Stockholms barnhus, där han blev elev vid barnhusets ritskola.1767 blev Caton elev vid Per Flodings gravyrskola där han fick Johan Snack och Johan Rodin som studiekamrater. Skolan upphörde 1774–1775, men Caton fick möjlighet att fortsätta som Flodings elev till 1778. Beställningarna började avta för Floding 1775 och han anhöll hos akademien att Snack och Caton skulle tillåtas att bli uppmuntrade och få ersättning i proportion till deras arbetsresultat. En tvist ledde till att Floding inte betalade något till Caton och att han stod då utan levebröd. Han fick det svårt att överleva som konstnär och gick samma år i urmakerilära hos hovurmakare Erik Lindgren, men lämnade på 1780-talet urmakeriläran ännu som gesäll för att på nytt försöka försörja sig som kopparstickare.
Catons konstnärliga verksamhet sker huvudsakligen på 1770- och 1780-talen då han utförde en rad porträttbilder och en del silhuetter. Bland hans övriga arbeten märks ex libris för Carl Fredrik Ehrensvärd och Gesällbrev för Sockerbagarsocieteten. Utöver ett antal porträttgravyrer finns även ett flertal porträtt i blyerts, tusch och rödkrita av Catons hand. Redan i slutet av 1780-talet verkar dock hans konstnärliga förmåga att försämras. Hans ekonomiska ställning försämrades också. I en odaterad inlaga till Konstakademien från artillerisoldaten Lars Lycke, hävdar han att han hyser medlidande med artisten Caton.
Catons senare öden var länge okända; de sista bevarade teckningarna av honom är från 1807, men han drabbades slutligen av vansinne och levde på fribröd från Danviken från 1795 och dog troligen där 1808.
Caton är representerad med ett porträtt av brodern Daniel Elieser Caton vid Kungliga biblioteket, en landskapsbild från Ingmarshov vid Nordiska museet, samt i Nationalmuseums gravyrsamling, Uppsala universitetsbibliotek och Västerås stifts och läroverksbibliotek.

## Verk i urval

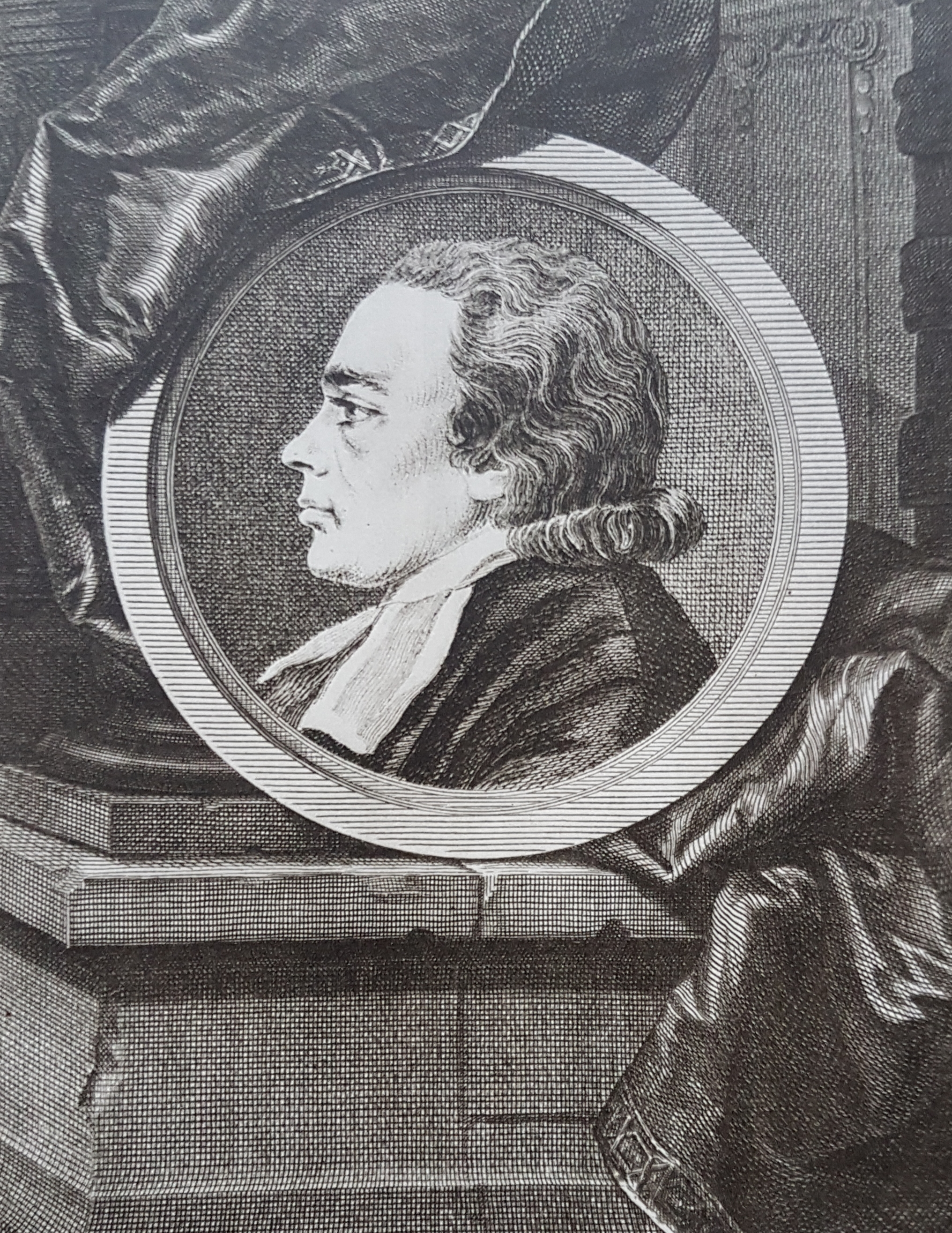
Prästen Gustaf Rackman, kopparstick av Caton
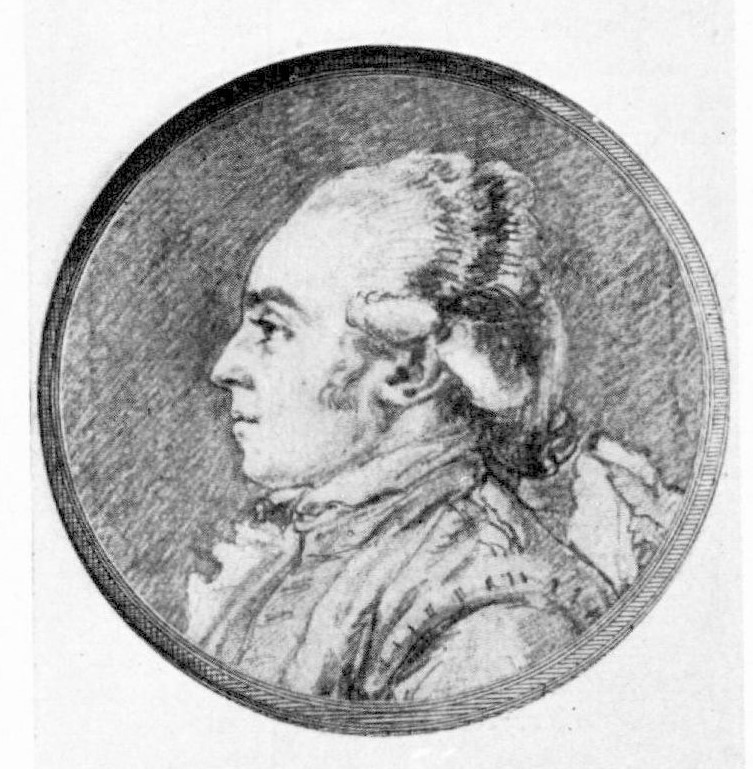
J. N. Brandt, pennteckning av Caton
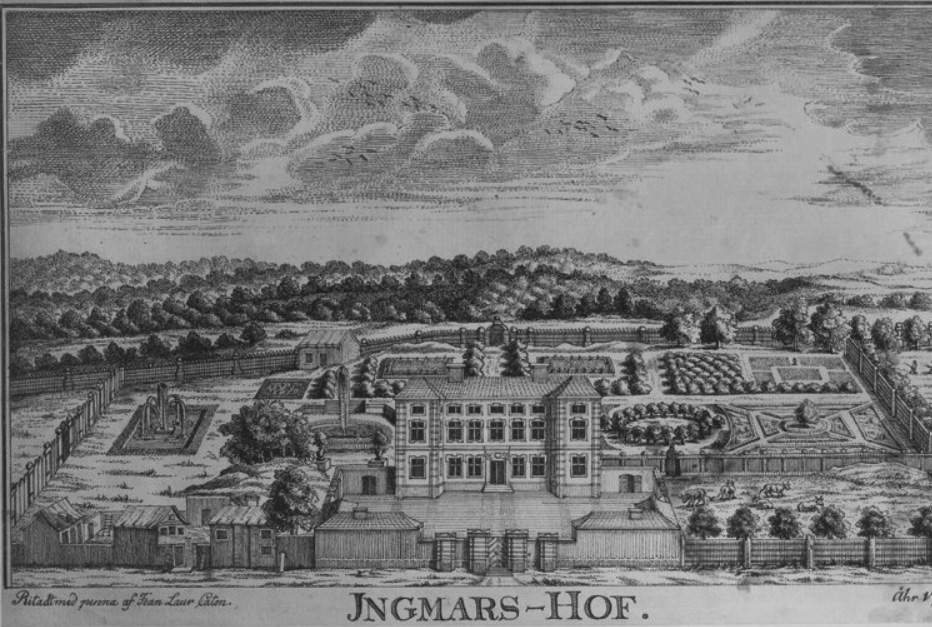
Ingemarshof enligt teckning av Caton 1777